# Демчук Андрій Анатолійович
Андрі́й Анато́лійович Демчук — старший солдат Збройних сил України, учасник російсько-української війни.

## Нагороди та вшанування
За особисту мужність і героїзм, виявлені у захисті державного суверенітету та територіальної цілісності України, вірність військовій присязі під час російсько-української війни, відзначений — нагороджений
- 13 серпня 2015 року — орденом «За мужність» III ступеня.